# نونوایلر
نونوایلر (به آلمانی: Nonnweiler) یک شهر در آلمان است که در سانکت وندل واقع شده‌است. نونوایلر ۹٬۲۴۳ نفر جمعیت دارد.